# Tiếng Cuyonon
Tiếng Cuyonon là một ngôn ngữ được nói tại khu vực ven biển của tỉnh Palawan và Quần đảo Cuyo của Philippines